# Alexandru D. Moruzi
Alexandru D. Moruzi (n. 30 martie 1815, Constantinopol, Imperiul Otoman – d. 6 februarie 1878, Galați, România) a fost un om politic român, primar al orașului Galați între anii 1871-1874.

## Biografie
Făcând parte din familia princiară a Moruzeștilor, care dăduse mai mulți domni ai Moldovei și Țării Românești, Alexandru D. Moruzi s-a născut la 30 martie 1815 în cartierul Fanar din Constantinopol. Tatăl său, Dimitrie Moruzi, era fiul lui Alexandru Moruzi, fost mare dragoman al Porții Otomane, domn al Moldovei (de trei ori) și al Țării Românești (de două ori).
În 1829, familia lui s-a stabilit la moșia bunicului său, fostul domn al Moldovei, Alexandru Moruzi, din Pechea, județul Covurlui (actualul județ Galați). Acolo a fost educat de dascăli greci aduși special de la Constantinopol, după obiceiul familiilor boierești din acea perioadă.
Primele mențiuni despre activitatea politică a lui Alexandru D. Moruzi apar în legătură cu evenimentele Revoluției de la 1848 din Moldova, când ia parte la această mișcare revoluționară. La 24 martie 1848, din ordinul domnitorului Mihail Sturza, capii mișcării revoluționare (printre care și Alexandru D. Moruzi) sunt arestați la Iași și trimiși în surghiun. Arestații au fost duși la Galați, de unde trebuiau duși la Măcin, în Dobrogea otomană. Comandantul navei, pe care au fost îmbarcați, se pare că a fost mituit, iar marinarii îmbătați, astfel că nava a ajuns din nou pe malul stâng al Dunării, lângă Brăila, de unde cei arestați au reușit să fugă (cu excepția lui Alexandru Ioan Cuza, rănit la un picior, dar care a reușit totuși să se refugieze la consulatul Marii Britanii din Brăila).
În 1856 a obținut cetățenia moldovenească (având, până atunci, statutul de supus străin). După semnarea Tratatului de la Paris, la Iași se înființează Comitetul Unionist (21 mai/6 iunie 1856); acesta a primit „acte de adeziune” de la comitetele înființate în toate județele Moldovei, iar actul de adeziune din Județului Tutova a fost semnat, printre alții, și de Alexandru D. Moruzi. La 26 septembrie 1857 a fost numit de către caimacamul Nicolae Vogoride „Comisariu extraordinar în orașul Galatzi, pentru toate lucrurile atingătoare de îmbunătățirea și înfrumusețarea acelui oraș”. A făcut parte din Adunarea Electivă care l-a ales pe Alexandru Ioan Cuza, la 5/17 ianuarie 1859, ca domnitor al Moldovei. Alexandru D. Moruzi a fost și membru în Comisia Centrală de la Focșani de la Focșani, for de o mare importanță pentru elaborarea legilor comune ale principatelor române. S-a aflat printre liderii mișcării secesioniste din 1866, alături de fratele său, Constantin D. Moruzi, Teodor Boldur-Lățescu, Nicolae Rosetti-Roznovanu și Calinic Miclescu. După adoptarea Constituției din 1866 a fost ales în Parlamentul României ca deputat din partea județului Covurlui.
Deși era aristocrat prin naștere și mare proprietar de pământuri ca situație socială, Alexandru D. Moruzi era convins de principiile doctrinare ale liberalismului economic: libertatea individuală, libertatea comercială și inviolabilitatea dreptului de proprietate. Scrierile sale (publicate numai în limba franceză) îl situează printre întemeietorii științelor economice românești din secolul al XIX-lea.
A fost ales de două ori primar al Galațiului, între 15 aprilie 1871 și 29 aprilie 1873, apoi între 27 iulie 1874 și 23 septembrie 1874, într-o vreme în care primarii se succedau după doar câteva luni de mandat.
La începutul Războiului de Independență, în iulie 1877, Alexandru D. Moruzi înființează un comitet ad-hoc, contopind diferite inițiative locale din Galați, pentru strângerea de fonduri în vederea ajutării ostașilor români răniți pe front. Din fondurile strânse s-a hotărât înființarea unui spital, care va purta numele „Spitalul Elisabeta Doamna”
Alexandru D. Moruzi, cunoscut în protipendada vremii ca „prințul Alecu Moruzi”, a fost căsătorit de patru ori și a avut șase copii. Una dintre fiicele sale, Maria (1863-1921), s-a căsătorit cu Alexandru Al. Ioan Cuza (1862-1889), fiul domnitorului Alexandru Ioan Cuza; după moartea prematură a soțului ei, s-a recăsătorit cu Ion I. C. Brătianu și a fost mama marelui istoric de mai târziu Gheorghe I. Brătianu.
A murit la 6 februarie 1878, în locuința sa din Galați (situată pe actuala stradă Mihai Bravu). A fost înmormântat, potrivit dorinței sale, la moșia sa din Pechea, alături de părinții săi.

## Activitatea edilitară
În perioada celor două mandate ale sale de primar al Galațiului, Alexandru D. Moruzi a avut importante realizări edilitare. Astfel, a comandat primul plan modern de sistematizare a orașului, cu străzi drepte și largi, piețe și grădini publice, a realizat amenajarea și modernizarea portului de la Dunăre, a introdus apă curentă și canalizare în orașul „de sus”, precum și iluminatul public cu gaz de iluminat⁠(en)[traduceți] („gaz aerian”), obținut din cărbune.
Deoarece înainte de 1878 România nu avea ieșire la mare, principalul port pentru exportul și importul de mărfuri era Galațiul, care avea un bun amplasament la Dunărea maritimă. Înainte ca orașul să devină porto-franco, importurile se limitau doar la cantitățile de mărfuri necesare pentru consumul local, pe atunci Galațiul fiind un târg cu circa 5.000 de locuitori. După stabilirea sediului Comisiei Europene a Dunării la Galați și liberalizarea comerțului, volumul activității portuare a crescut mult, atrăgând tot mai multă forță de muncă astfel că, în timpul primarului Alexandru D. Moruzi, populația orașului ajunsese la 82.000 de locuitori, iar în anul 1873 numărul vaselor intrate în port se ridica la circa 3.600, din care mai bine de 2.600 erau încărcate numai cu mărfuri destinate Galațiului. La inițiativa lui Alexandru D. Moruzi, au fost construite cheuri din piatră („cheul nou”, cu o lungime de 650 m, în prelungirea „cheului vechi” care avea doar 350 m lungime), platforme, magazii și toate utilitățile necesare unui trafic comercial portuar aflat în plină dezvoltare.
La 13 septembrie 1872 s-a dat în circulație calea ferată București - Brăila - Barboși - Galați. Accesul de la Gara Galați spre partea de sus a orașului se făcea pe un drum care se termina pe o colină. În timpul mandatului de primar al lui Alexandru D. Moruzi, versanții acestei coline au fost consolidați, construindu-se un zid de piatră prevăzut cu scări și cu un grilaj de fier.

## In memoriam
O arteră importantă din Galați, care face legătura cu Șantierul Naval, poartă numele primarului Alexandru D. Moruzi: strada „Alexandru Moruzzi”. De asemenea, există și o mică piață (în cartierul „Port”) care îi poartă numele.
În anul 1936, doctorul Alexandru Nestor Măcellariu, primarul de atunci al Galațiului, a comandat un bust din bronz înfățișându-l pe Alexandru D. Moruzi, operă a sculptorului Oscar Späthe, care a fost amplasat în fața sediului de atunci al Primăriei din Galați. În timpul regimului comunist, sculptura respectivă a fost însă desființată și dată la topit.